# HMS Sandhamn (V10)
HMS Sandhamn (V10) var en vedettbåt i svenska Marinen som togs i tjänst 29 november 1984. Den byggdes på Djupviks varv och var systerfartyg till HMS Dalarö (V09) och HMS Östhammar (V11). Sandhamn fick under årens lopp sin 40 mm kanon utbytt mot en 12,7 mm kulspruta.
HMS Sandhamn såldes av Djurgårdsvarvet och går i dag som civilt fartyg i danska CT Offshores flotta av offshoreservicefartyg. Sandhamn går under namnet Sander som en "ROV Support vessel" och arbetar med bland annat kartläggning av rörledningar och undervattenskablar.